# Sayaka Akimoto
Sayaka Akimoto (秋元 才加?, Akimoto Sayaka; Matsudo, 26 luglio 1988) è una cantante e attrice giapponese.
Ha fatto parte del gruppo delle AKB48 dal 2006 fino al 2013, in cui ha fatto parte della seconda generazione, svolgendo anche il ruolo di capitano del Team K e della subunità Diva.

## Filmografia parziale

### Cinema
- Densen Uta (伝染歌), regia di Masato Harada (2007)
- High Kick Girl! (ハイキック・ガール!), regia di Fuyuhiko Nishi (2009)
- Ultraman Saga (ウルトラマンサーガ), regia di Hideki Oka (2012)
- Tokyo Slaves (奴隷区 -僕と23人の奴隷-), regia di Sakichi Satō (2014)
- Sniper - La fine dell'assassino (Sniper: Assassin's End), regia di Kaare Andrews (2020)

## Doppiatrici italiane
Nelle versioni in italiano delle opere in cui ha recitato, Sayaka Akimoto è stata doppiata da:
- Tania De Domenico in Sniper - La fine dell'assassino